# دین لیکاک
دین لیکاک (انگلیسی: Dean Leacock؛ زادهٔ ۱۰ ژوئن ۱۹۸۴) یک بازیکن فوتبال اهل بریتانیا است.